# Сіпсакас Август Юрійович
Август Юрійович Сіпсакас (20 березня 1903, місто Нарва, тепер Естонія — 3 червня 1975, місто Таллінн, тепер Естонія) — радянський естонський діяч, секретар ЦК КП(б) Естонії. Член Бюро ЦК КП Естонії в 1941 році. Депутат Верховної ради Естонської РСР. Доцент (1925), професор (1945).

## Життєпис
З 1913 по 1916 рік навчався в Нарвській церковноприходській школі. З 1916 по 1917 рік працював на Кренгольмській мануфактурі.
У 1919—1921 роках — слухач Естонського робітничого факультету в Петрограді. Член РКП(б) з 1920 року.
З 1921 по 1924 рік навчався в Естонському педагогічному інституті в Петрограді, навчання не закінчив.
У 1924—1925 роках — завідувач Естонської секції Сибірського крайового комітету комсомолу (РЛКСМ).
У 1925—1930 роках — завідувач кафедри політичної економії Ленінградської вищої партійної школи.
У 1930—1932 роках — доцент Ленінградського інституту точної механіки та оптики. У 1932—1934 роках — доцент Ленінградського індустріального інституту.
З 1934 по 1937 рік — аспірант Інституту Червоної професури, аспірантуру не закінчив. У 1937—1938 роках — у Заочній партійній школі ВКП(б).
У 1940 році навчався на військових курсах у Ленінграді.
З вересня 1940 по 1941 рік — член редакційної колегії естонської республіканської газети «Комуніст».
10 травня 1941 — 10 липня 1942 року — секретар ЦК КП(б) Естонії із пропаганди та агітації.
У 1942—1943 роках — військовий комісар 7-ї Естонської стрілецької дивізії РСЧА. Потім був слухачем військових курсів.
У 1945—1953 роках — завідувач кафедри марксизму-ленінізму Талліннського політехнічного інституту.
У лютому 1946 — вересні 1953 року — декан факультету політичної економії Талліннського політехнічного інституту. У 1948—1949 роках — слухач курсів при Вищій школі при ЦК ВКП(б).
10 вересня 1953 звільнений з посади декана та виключений із КПРС («за непартійне ставлення до критики та невизнання своїх помилок, алкогольну залежність»).
З 1959 року — персональний пенсіонер у Таллінні. До 1970 року був лектором наукового товариства «Знання» Естонської РСР.
Помер 3 червня 1975 року в місті Таллінні.